# Jurjen de Jong

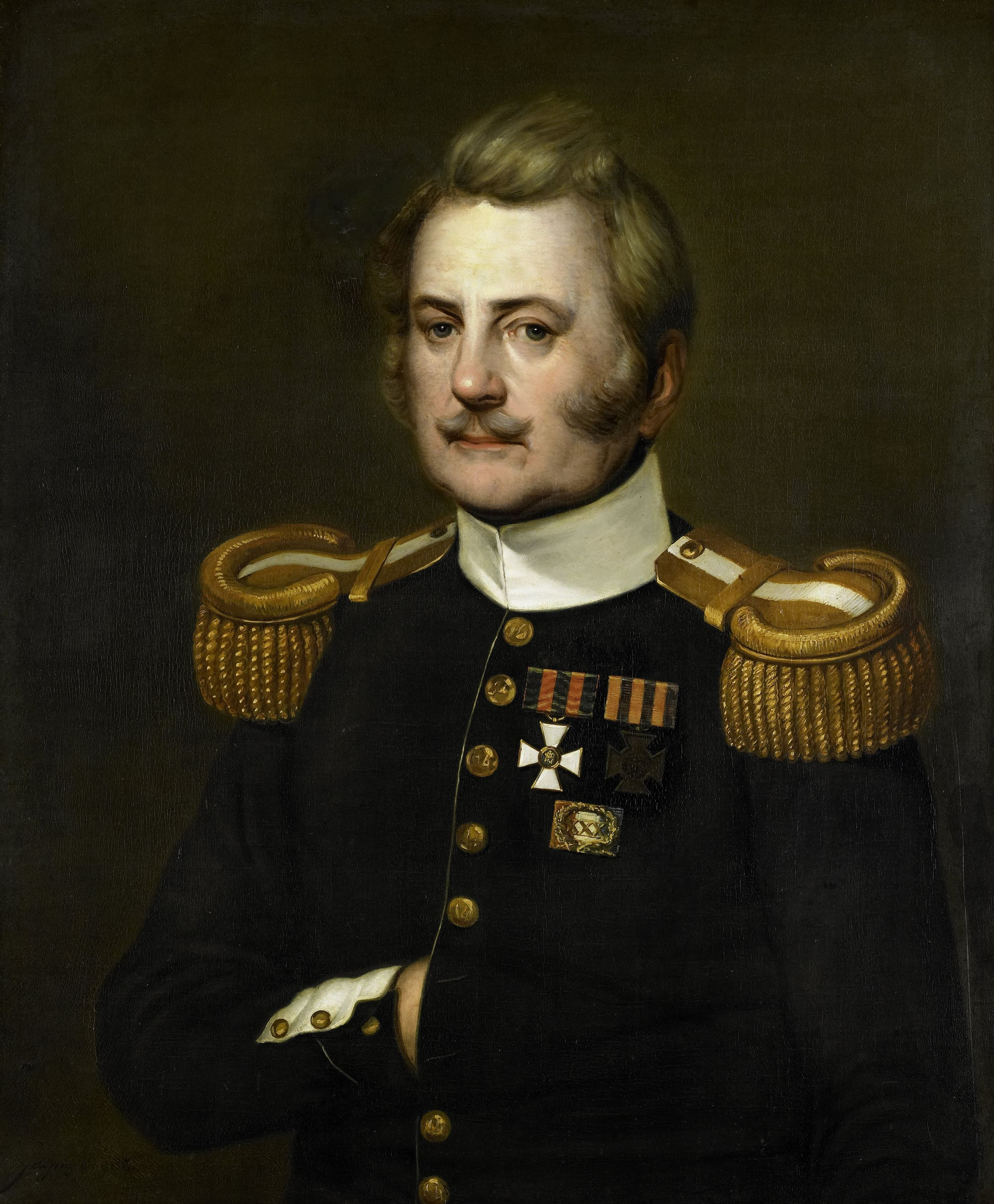
J. D. B. Wilkens,
Oberstleutnant der Infanterie

Jurjen de Jong (* 7. Oktober 1807 in Harlingen; † 7. Mai 1890 ebenda) war ein niederländischer Genre- und Porträtmaler.

## Leben
De Jong war ein Schüler von Otto de Boer (1797–1856) in Harlingen. Er war zunächst bei der friesischen Miliz und nahm als Freiwilliger an der 10-tägigen Kampagne von 2. bis 12. August 1831 teil. Er heiratete am 6. Februar 1840 Cornelia Semler (1818–1876). Neben der Malerei war er als Leiter des kommunalen Reinigungsdienstes Harlingen tätig. Er zeigte seine Werke auf den Ausstellungen in Amsterdam und Den Haag 1828–1844, Groningen 1845 und Leeuwarden 1853.
Zu seinen Schülern gehörte Pieter Willem Sebes.